# Beat Saber
Beat Saber (с англ. — «Ритм-сабля») — музыкальная компьютерная игра с элементами виртуальной реальности, разработанная Beat Games. Игрок управляет двумя световыми мечами (используя VR-джойстики) и должен разбивать летящие строго в ритм блоки.
Блоки защищены с трёх сторон, что позволяет разрезать их только с одной, также блоки отличаются цветом — для красного и синего меча, и на сложных уровнях могут вращаться и перемещаться, усложняя задачу для игрока. Сперва игра была доступна для HTC Vive, Oculus Rift и Windows Mixed Reality. Релиз игры состоялся в мае 2019 года.

## Игровой процесс
Игра включает список музыкальных треков с пятью уровнями сложности. Во время игры блоки летят по направлению к игроку в 4 ряда, что может потребовать перемещения на 1-2 шага в стороны. Чтобы разбить блок, его нужно «разрезать» мечом соответствующего цвета, ударив с нужной стороны — с трёх других сторон блок защищен. Есть также блоки без защиты, которые можно разрезать с любой стороны. В зависимости от угла атаки, длины разрезающего лезвия, точности и силы удара, за каждый уничтоженный блок начисляются очки. Также встречаются мины, которых нельзя касаться, и стенки, от которых нужно уворачиваться.

## Релиз

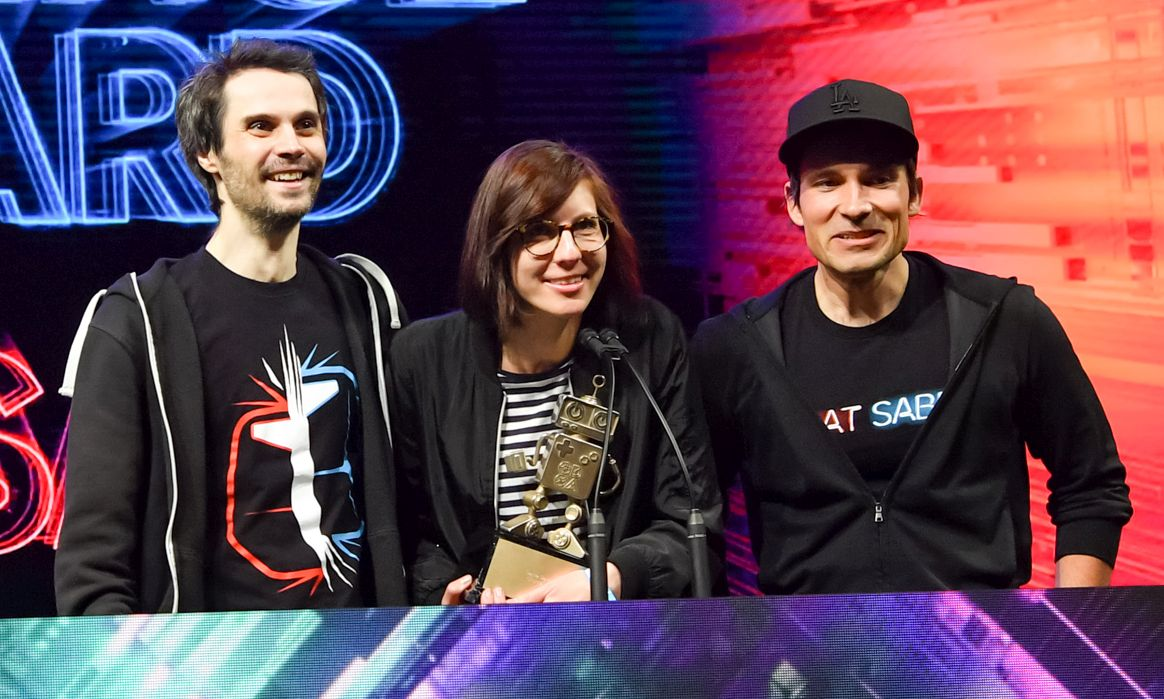
Ведущий геймдизайнер Владимир «Lokiman» Гринчар (слева) и композитор Ярослав Бек (справа) на Game Developers Choice Awards 2019

Первый релиз для Microsoft Windows 1 мая 2018.
Релиз для PlayStation 4 — 20 ноября того же года также неофициально для Linux от Valve Corporation был выпущен модифицированный дистрибутив для Wine.
Был также анонсирован редактор уровней, позволяющий создать свой чарт из блоков для любой песни, но вскоре он был отложен на неизвестный срок.
В марте 2019 Beat Games выпустила платный музыкальный пакет (DLC) «Monstercat Music Pack Vol. 1», включающий песни от студии Monstercat.
«Crab Rave» был добавлен в обновлении на День дурака. 2 Мая, 2019, к празднованию годовщины игры (прототип был создан за три года до первой публичной версии под названием Beat Saber Origins).
Полный релиз состоялся 21 мая 2019, вместе с ним вышел и редактор уровней.
В июне 2019, Beat Games выпускает второй платный музыкальный пакет (DLC) «Imagine Dragons Music Pack», включающий песни от всемирно известной инди-рок группы Imagine Dragons. В тот же день компания анонсировала новый режим 360° для Oculus Quest и по возможности для других платформ.
В декабре 2019, Beat Games выпускает обновление 1.6.0, которое добавляет обещанный режим 360° для всех платформ, в том числе и Playstation VR. Вместе с новым режимом была исправлена графика в игре, также улучшился пользовательский интерфейс и добавлен новый пак с шестью песнями панк-рок-группы Green Day.
26 марта 2020 в 6 утра по тихоокеанскому времени, стал доступен новый эксклюзивный пак из пяти песен Timbaland. Компания Beat Games также сообщила, что за всё время было продано 2 миллиона копий игры, и 10 миллионов песен в качестве дополнений.

## Рецензии
| Сводный рейтинг | Сводный рейтинг        |
| Агрегатор       | Оценка                 |
| --------------- | ---------------------- |
| GameRankings    | 86,36 %                |
| Metacritic      | PS4: 86/100 PC: 93/100 |

Во время предварительного релиза, Beat Saber получил позитивные отклики и стал самой рейтинговой игрой на Steam менее чем за неделю.
К марту 2019 продано миллион копий.

### Награды
| Год  | Награда                           | Категория                                        | Результат | Ссылка        |
| ---- | --------------------------------- | ------------------------------------------------ | --------- | ------------- |
| 2018 | The Game Awards 2018              | Лучшая VR/AR Игра                                | Номинация | [ 17 ]        |
| 2018 | Gamers' Choice Awards             | Fan Favorite VR Game                             | Победа    | [ 18 ]        |
| 2019 | New York Game Awards              | Награда Coney Island Dreamland за лучшую VR игру | Номинация | [ 19 ]        |
| 2019 | D.I.C.E. Awards                   | Immersive Reality Technical Achievement          | Номинация | [ 20 ] [ 21 ] |
| 2019 | D.I.C.E. Awards                   | Immersive Reality Game of the Year               | Победа    | [ 20 ] [ 21 ] |
| 2019 | NAVGTR Awards                     | Game, Music or Performance-Based                 | Победа    | [ 22 ] [ 23 ] |
| 2019 | NAVGTR Awards                     | Sound Mixing in Virtual Reality                  | Победа    | [ 22 ] [ 23 ] |
| 2019 | SXSW Gaming Awards                | Excellence in Gameplay                           | Номинация | [ 24 ] [ 25 ] |
| 2019 | SXSW Gaming Awards                | Most Promising New Intellectual Property         | Победа    | [ 24 ] [ 25 ] |
| 2019 | SXSW Gaming Awards                | Игровой тренд года                               | Номинация | [ 24 ] [ 25 ] |
| 2019 | SXSW Gaming Awards                | VR игра года                                     | Победа    | [ 24 ] [ 25 ] |
| 2019 | Game Developers Choice Awards     | Лучшая VR/AR игра                                | Победа    | [ 26 ] [ 27 ] |
| 2019 | Game Developers Choice Awards     | Выбор пользователей                              | Победа    | [ 26 ] [ 27 ] |
| 2019 | 15th British Academy Games Awards | Дебютная игра                                    | Номинация | [ 28 ]        |
| 2019 | Czech Game of the Year Awards     | Developer’s Award — Main Award                   | Победа    | [ 29 ]        |
| 2019 | Czech Game of the Year Awards     | Game Journalists Award                           | Победа    | [ 29 ]        |
| 2019 | Czech Game of the Year Awards     | YouTuber’s Award                                 | Номинация | [ 29 ]        |
| 2019 | Czech Game of the Year Awards     | Лучшее аудиовизуальное исполнение                | Номинация | [ 29 ]        |
| 2019 | Czech Game of the Year Awards     | Лучший игровой дизайн                            | Номинация | [ 29 ]        |
| 2019 | Czech Game of the Year Awards     | Лучшее техническое решение                       | Номинация | [ 29 ]        |